# Trzebów (powiat sulęciński)
Trzebów – wieś w Polsce położona w województwie lubuskim, w powiecie sulęcińskim, w gminie Sulęcin.
W latach 1975–1998 miejscowość należała administracyjnie do województwa gorzowskiego. Przez wieś przebiega droga wojewódzka nr 138.
Na terenie wsi znajduje się kościół pw. św. Apostołów Piotra i Pawła.